# Hans Levin
Hans Samuel Levin (i riksdagen kallad Levin i Kämpinge), född 15 juli 1899 i Rängs församling, Malmöhus län, död där 20 juli 1983, var en svensk fiskare och riksdagspolitiker (s).
Levin, som till yrket var fiskare, var ledamot av riksdagens andra kammare 1941–1944 och från 1949 i Malmöhus läns valkrets.